# Tear Ring Saga
Tear Ring Saga Yutona Eiyū Senki (яп. ティアリングサーガ ユトナ英雄戦記 Тиа рингу са:га ютона эйю: сэнки, англ. Tear Ring Saga Yutona’s Hero Quest) — тактическая ролевая игра, созданная компанией Tirnanog под руководством Сёдзо Каги, создателя серии игр Fire Emblem. Продажи игры начались 24 мая 2001 года только в Японии. Маюми Хирота, работавшая над Fire Emblem: Thracia 776, является художником персонажей этой игры.

## Геймплей
Основная часть игрового процесса TearRing Saga посвящена сражениям на двумерной карте, игрок командует отрядом бойцов, для завершения сражения нужно добиться определённой цели. Между сражениями игрок видит глобальную карту мира и может перемещаться по ней для дальнейшего прохождения игры. В игре есть два главных героя, Рунан и Холмс. Игрок должен разделить свою армию на две части, каждому персонажу будет подчиняться своя армия. Кампания Рунана состоит из серии сценариев, где он сражается против Империи. Однако можно проигнорировать сюжетные сценарии и начать собирать сокровища, увеличивать силу армии, параллельно проходя кампанию Холмса.
Большую часть игры две армии путешествуют отдельно. Несколько раз они встречаются, и в это время могут обменяться персонажами и предметами. Это позволяет использовать юнитов, которые тренировались в армии Рунана, для армии Холмса, или наоборот.

## Сценарий
События игры происходят на континенте Риберия (яп. リーベリア Ри:бэриа), территория которого была разделена между четырьмя королевствами. Эти королевства были уничтожены злой Империей Зоа (яп. ゾーア帝国 Дзо:а тэйкоку) и её правителем-дьяволопоклоником. На континенте начался период нестабильности, и он погрузился во тьму.
Королевство Рив (яп. リーヴェ王国 Ри:вэ о:коку) — одно из четырёх королевств Риберии. Оно состояло из нескольких княжеств. Принцем одного из княжеств под названием Разелия (яп. ラゼリア) был один из главных героев, Рунан (яп. リュナン Рюнан). После падения княжества, где правил его отец, Рунан бежал и хотел спрятаться в небольшом портовом городе. Однако этот город тоже попал в руки Империи. Тогда Рунан и Холмc (яп. ホームズ), принц другого княжества, отступили в новое королевство Уэлт (яп. ウエルト王国 Уэруто о:коку) вместе с небольшим отрядом солдат. Король Уэлта оказал им свою поддержку. Так два героя начали свой путь к уничтожению злой Империи.

## Продукция, посвящённая игре
Две официальных игровых инструкции начали продаваться в июне и июле 2001 года (ISBN 4-7577-0484-4 и ISBN 4-7577-0520-4), издателем обеих был Enterbrain. Издательством Famitsu Bunko было выпущено также четыре книги по игре (ISBN 4-7577-0575-1, ISBN 4-7577-0684-7, ISBN 4-7577-0757-6, и ISBN 4-7577-2653-8), они выходили начиная с 2001 по 2006 (выход последнего тома был задержан на срок более года из-за судебных разбирательств с Nintendo). Игровой саундтрек был издан Scitron 20 июня 2001 года под лейблом Sony Music Entertainment.
У игры есть продолжение, Tear Ring Saga: Berwick Saga, которое вышло для PlayStation 2 26 мая 2005 года.

## Судебные разбирательства
Руководителем разработки игры был Сёдзо Кага, бывший сотрудник Intelligent Systems и создатель серии Fire Emblem. Из-за этого игра получилась очень похожей на игры серии Fire Emblem. Это не понравилось Intelligent Systems и издателю Fire Emblem компании Nintendo, своё недовольство они выразили судебным иском против Enterbrain и Tirnanog в июле 2001 года. Ответчики обвинялись в нарушении авторского права. Первое судебное разбирательство закончилось в ноябре 2002 года. Токийский городской суд отклонил притязания Nintendo. Nintendo подала апелляцию, второе судебное разбирательство началось через три месяца после первого, в этот раз в токийском верховном суде. Второе судебное разбирательство закончилось в ноябре 2004 года, суд обязал Enterbrain выплатить Nintendo 76 миллионов йен в пользу Nintendo. Тем не менее, игра не была запрещена как нарушение авторского права и осталась в магазинах. Nintendo и Intelligent Systems подали ещё одну апелляцию в верховный суд Японии, где было подтверждено решение предыдущего суда. Последнее судебное разбирательство было завершено в апреле 2005 года.
О выпуске Tear Ring Saga было объявлено в 2000 году, и в то время она называлась Emblem Saga, но название изменили, когда Nintendo пригрозила обращением в суд.

## Оценки
Японский журнал Famitsu оценил игру в 32 балла из 40.